# Bastionsplatsen

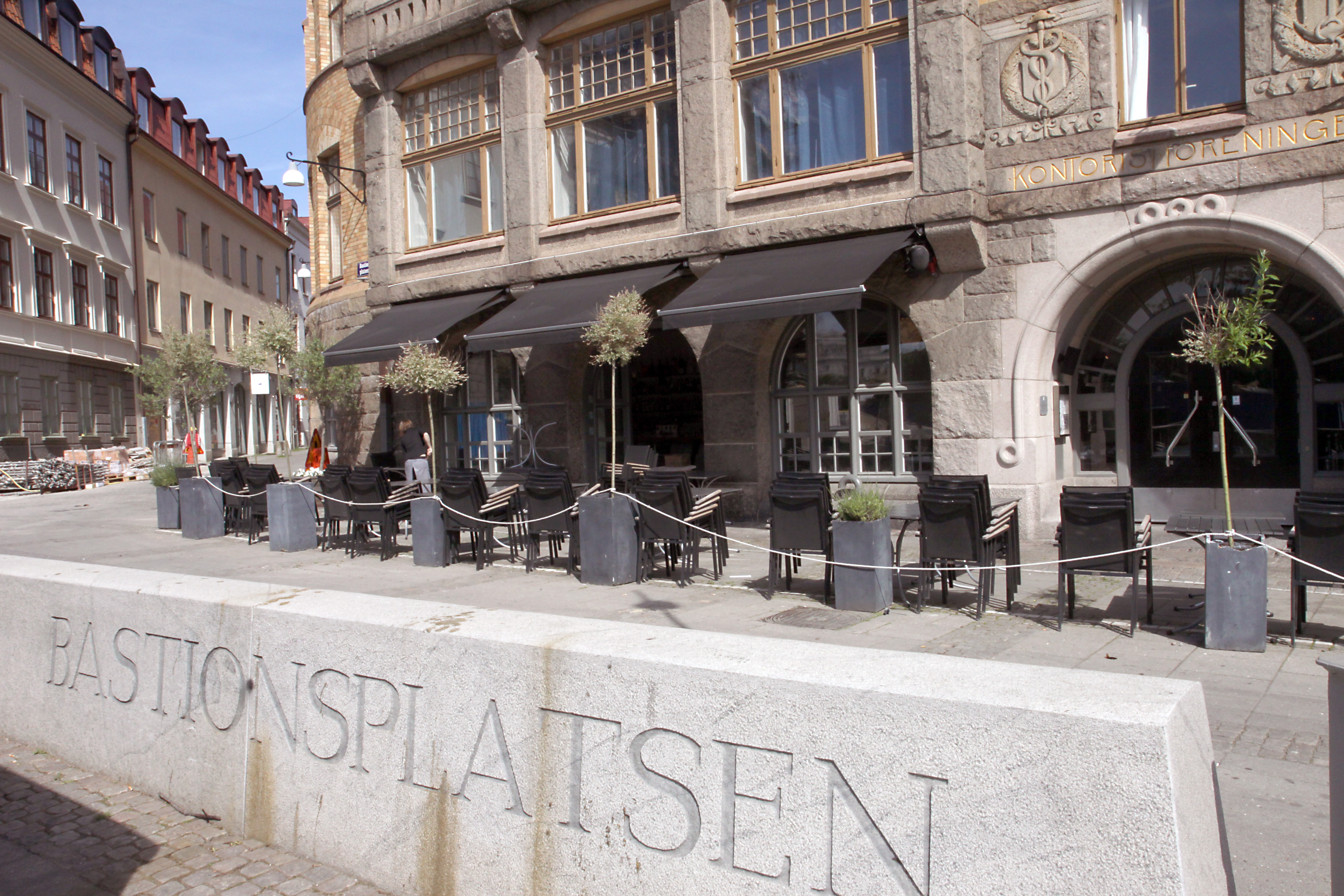
Torget med restaurang Ritz i bakgrunden.

Bastionsplatsen är ett mindre torg i stadsdelen Inom Vallgraven i centrala Göteborg. Den är belägen där Stora Nygatan möter Trädgårdsgatan.

## Historik och placering
Bastionsplatsen namngavs 1883 efter den nu rivna bastionen Gustavus Magnus, som uppfördes 1686–1693 och sträckte sig mellan nuvarande Lilla Nygatan och Lilla Kungsgatan. Platsen ligger i Kvarteret 4 Manegen, namngivet efter den manege som 1824 uppfördes i området,, och är en triangel med måtten (cirka) 30×40×30 meter. Bastionsplatsen uppmättes till 945 kvadratmeter år 1900.
I Bastionsplatsens norra del ligger Kontoristföreningens hus, uppfört 1905–1908.